# Curt Friedrich Kollbrunner
Curt Friedrich Kollbrunner, auch Curt Fritz Kollbrunner,  (* 15. Mai 1907 in Zürich; † 6. Juli 1983 ebenda) war ein Schweizer Bauingenieur.

## Leben
Kollbrunner besuchte die Oberrealschule in Zürich und studierte Bauingenieurwesen an der  ETH Zürich mit dem Diplom 1931. Anschließend war er Assistent von Leopold Karner am Institut für Baustatik, an dem er 1935 promoviert wurde (Das Ausbeulen des auf Druck beanspruchten freistehenden Winkels). 1936 war er als Post-Doktorand am Centre d’etudes et de recherches geotechniques in Paris. 1937 bis 1943 war er bei der Baufirma Brunner u. Co. in Zürich, bei der er die Grundbauabteilung aufbaute. Von 1943 bis 1969 leitete er die Carl Zschokke AG in Döttingen (Stahlbau, Kesselbau).
1958 wurde er Ehrensenator der TH Wien, 1967 Ehrendoktor der École polytechnique fédérale de Lausanne und 1977 Ehrendoktor der TU München. Er war Oberst der Schweizer Genietruppen.
Er schrieb auch ein Buch über Zinnfiguren. Er veröffentlichte viel im Institut für Bauwissenschaftliche Forschung in Zürich, neben Bauingenieurwesen und technischer Mechanik unter anderem über Gletscherkraftwerke in Grönland und Wasserstoff als Energieträger. Ab den 1950er Jahren veröffentlichte er in Publikationen seiner Firma über Stahlbau und in denen des Schweizer Stahlbauverbandes.

## Schriften
- mit Martin Meister: Knicken: Theorie und Berechnung von Knickstäben, Knickvorschriften. Springer, 1955.
- mit Martin Meister: Formeln für das Ausbeulen von Blechen im elastischen und plastischen Bereich. Schweizer Stahlbauverband, 1958.
- mit Martin Meister: Ausbeulen, Theorie und Berechnung von Blechen. Springer, 1958.
- mit Konrad Basler: Torsion in Structures: An Engineering Approach. Springer, 1969 (deutsche Ausgabe: Torsion, Springer, 1966).
- mit Peter Mäder: Zinnfiguren, Zinnsoldaten, Zinngeschichte. Hirmer, München 1979.